# Pleuroleptus rothi
Pleuroleptus rothi är en skalbaggsart som först beskrevs av Wilhelm Gottlob Rosenhauer 1856.  Pleuroleptus rothi ingår i släktet Pleuroleptus och familjen stumpbaggar. Inga underarter finns listade i Catalogue of Life.